# Erik-Hans tjärn
Erik-Hans tjärn är en sjö i Falu kommun i Dalarna och ingår i Dalälvens huvudavrinningsområde.